# Australian Geospatial-Intelligence Organisation
Die Australian Geospatial-Intelligence Organisation (AGO) ist der australische Nachrichtendienst für raumbezogene Aufklärung Geospatial Intelligence (GEOINT). Die Organisation mit Sitz in Canberra gehört zum Geschäftsbereich des australischen Verteidigungsministeriums.
Die Organisation wurde durch Kabinettsorder am 8. November 2000 als Defence Imagery and Geospatial Organisation (kurz DIGO) geschaffen und vereinte damals die Australian Imagery Organisation, das Directorate of Strategic Military Geographic Information und die Defence Topographic Agency. 
Ab 2. Dezember 2005 bestimmt sich die Aufgabe der Organisation nach dem Intelligence Services Act 2001 (ISA).
Am 5. Mai 2013 wurde die Agentur durch Verfügung des Premierministers und des Finanzministers in Australian Geospatial-Intelligence Organisation umbenannt.

## Department of Defence Intelligence und Security Group und andere australische Geheimdienste
Die Australian Geospatial-Intelligence Organisation gehört zur Department of Defence Intelligence und Security Group (Nachrichtendienst- und Sicherheitsgruppe des Verteidigungsministeriums) zusammen mit den beiden Nachrichtendiensten:
- Australian Signals Directorate (ASD)
- Defence Intelligence Organisation (DIO)

und der vierten Agentur 
- Defence Security Authority (DSA), die Sicherheitsdienstleistungen für das Ministerium erbringt.[3]

Neben militärischen Geheimdiensten unterhält die australische Regierung noch den Auslandsgeheimdienst Australian Secret Intelligence Service und den Inlandsgeheimdienst Australian Security Intelligence Organisation.

## Weblink
- Offizielle Website